# Three Lives, Three Worlds, The Pillow Book
Three Lives, Three Worlds, The Pillow Book (chino= 三生三世枕上书, pinyin= San Sheng San Shi Zhen Shang Shu), la serie también es conocida como Eternal Love of Dream, es una serie web china transmitida del 22 de enero del 2020 hasta el 5 de marzo del 2020, a través de Tencent Video.
La serie web es la secuela de la serie de televisión Eternal Love transmitida en el 2017 y está basada en la novela "Three Lives, Three Worlds, The Pillow Book" de Tangqi Gongzi.

## Sinopsis
La serie sigue la historia de amor entre Bai Fengjiu, la monarca zorro rojo de nueve colas y Dong Hua, el emperador celestial.

## Reparto[6][7]

### Personajes principales[8]
| Actor            | Personaje                                             | N.º de episodios | Notas |
| ---------------- | ----------------------------------------------------- | ---------------- | --- |
| Dilraba Dilmurat | Bai Fengjiu Xiangli Aranya Bai Xiaojiu, Consorte Chen | 56               | Bai Fengjiu: es la monarca más joven de Qing Qiu, y la única zorra roja de nueve colas conocida en el mundo. Xiangli Aranya: es la 3.ª Princesa de la tribu Biyi Bird y la sombra de Feng Jiu, nacida para cumplir con todos los deseos de Chen Ye. Bai Xiaojiu: es la identidad de Feng Jiu en el reino de los mortales, que se convierte en la Consorte del Emperador Song Xuanren, luego de que él se enamorara de ella después de que le salvara la vida durante la guerra.       |
| Vengo Gao        | Lord Dong Hua Chen Ye Song Xuanren                    | 56               | Lord Dong Hua: es el primer Emperador Celestial del Clan Celestial (inglés: Heaven Clan) y el encargado de unir al mundo. Así como el portador de la espada Cang He. Chen Ye: es el archimago de la tribu Biyi Bird y el primo de Aranya, de quien está enamorado desde que la vio por primera vez. Én realidad es la sombra de Dong Hua enviado para proteger el Reino Hui Ming. Song Xuanren: es el Emperador del reino Cheng Yu y la reencarnación de Dong Hua en el reino mortal. |

### Personajes secundarios

#### Qing Qiu / Fox Tribe
| Actor         | Personaje    | Nº de episodios | Notas |
| ------------- | ------------ | --------------- | --- |
| Zhang Gong    | Bai Zhi      | -               | Es el Rey de la Tribu Zorro (inglés: "Fox Tribe"), así como el padre de Bai Yi, Bai Zhen y Bai Qian. |
| Ma Rui        | Reina Zorro  | -               | Es la Reina de la Tribu Zorro, así como la madre de Bai Yi, Bai Zhen y Bai Qian. |
| Baron Chen    | Zhe Yan      | -               | Es la primera deidad del fénix en el mundo. Es un conocido enólogo de la ciruela y un reconocido médico, que vive en el bosque de las flores de durazno. Es pareja de Bai Zhen.                         |
| Leng Haiming  | Bai Yi       | -               | Es el 2do. hijo del Rey Zorro, así como el padre de Bai Fengjiu y hermano mayor de Bai Qian y Bai Zhen.                                                                                                 |
| Zhang Yufei   | -            | -               | Es la madre de Bai Fengjiu. |
| Huang Junjie  | Bai Zhen     | -               | Es el 4to. hijo del Rey Zorro, así como el hermano menor de Bai Yi y hermano mayor de Bai Qian. le encanta beber y desea vivir una vida sin preocupaciones. Tiene una relación sentimental con Zhe Yan. |
| Yang Mi       | Bai Qian     | 22, 24          | Es la hija menor del Rey Zorro, así como la esposa de Ye Hua y madre de Ah Li. Es la ex-monarca del reino Qing Qiu y la actual Princesa Heredera del Clan Celestial.                                    |
| Zhang Mingcan | Ah Li        | -               | Es el hijo de Ye Hua y Su Su/Bai Qian y Ye Hua. |
| Kou Jinghao   | Bai Gungun   | 54, 55, 56      | Es el hijo de Bai Fengjiu y Dong Hua. |
| Zhao Ziqi     | Mi Gu        | -               | Es un espíritu de árbol, leal a la familia Bai a quienes sirve en Qing Qiu. |
| Wang Yiming   | Xiao Jingwei | -               | Es la montura de Bai Zhen y el compañero de clases de Bai Fengjiu. |

#### Nine Heavens
| Actor         | Personaje           | N.º de episodios | Notas |
| ------------- | ------------------- | ---------------- | --- |
| Jiang Kai     | Emperador Celestial | -                | Es el Emperador Celestial de los nueve reinos. |
| Li Dongheng   | Lian Song           | -                | Es el 3er. Príncipe de los Nueve Cielos y un inmortal del agua de los cuatro mares. Es un hombre de espíritu libre que a pesar de tener fama de mujeriego, es un hombre amable. Es cercano y buen amigo de Dong Hua y Si Ming, y está enamorado de Cheng Yu.                                  |
| Dylan Kuo     | Su Moye             | -                | Es el 2.º Príncipe del Mar del Oeste y el maestro de Xiangli Aranya, a quien rescató del poso de las serpientes. Después de la muerte de Aranya se da cuenta de que estaba profundamente enamorado de ella.                                                                                   |
| Wang Xiao     | Si Ming             | -                | Es una deidad encargada del destino de la humanidad, conocido como uno de las dos "enciclopedias ambulantes" del Cielo. Si Ming conoce todos los chismes del reino celestial. Es cercano y buen amigo de Dong Hua y Lian Song, así como de Bai Fengjiu, a quien ayuda a acercarse a Dong Hua. |
| Yuan Yuxuan   | Cheng Yu            | -                | Es una inmortal traída del reino mortal a los Nueve Cielos por el Emperador Celestial. Está enamorada de Lian Song. |
| Wang Yifei    | Zhi He              | -                | Es una deidad del agua bajo el mando de Lian Song y la prima adoptiva de Dong Hua. Está enamorada de Dong Hua, aunque él no está interesado, por celos, constantemente intimida y molesta a Bai Fengjiu mientras ella pasa tiempo en el palacio Taichen.                                      |
| Hu Yunhao     | Xia Guchou          | -                | Es el señor del Inframundo y el encargado de la Reencarnación humana. Es amigo de Bai Fengjiu y el encargado de ayudarla a crear a Xiangli Aranya. |
| Leon Zhang    | Cang Yi             | -                | Es una deidad del Monte Zhi Yue que se enamora a primera vista de Bai Fengjiu, con quien casi se casa 70 años atrás. |
| Chong Ming    | Meng Hao            | -                | Es una deidad del dragón acuático, que una vez sirvió bajo el mando de Dong Hua. Es el padre de Ji Heng. Luego de ser encerrado en el Monte Bai Shui, conoce por primera vez a su hija y muere salvándola. Antes de morir le pide a Dong Hua que la cuide en su lugar.                        |
| Wang Minghui  | Yun Zhuang          | -                | Es una deidad que ayuda a proyectar la sombra de Dong Hua al valle de Meng Yin, creando una de sus almas: Chen Ye. |
| Fan Zhixin    | Zhong Lin           | -                | Es un asistente del Palacio Taichen. |
| Wang Mengjiao | Zhao Lu             | -                | Es una criada del Palacio Taichen y la amiga de Bai Fengjiu. |
| Chen Siche    | Yu Ru               | -                | Es la asistente personal de Zhi He. |

#### Meng Yin Valley / Aranya's Dream
| Actor               | Personaje       | N.º de episodios | Notas |
| ------------------- | --------------- | ---------------- | --- |
| Li Jinrong          | Xiangli Que     | -                | Es el antiguo Rey de la tribu Biyi Bird y el padre biológico de Xiangli Aranya y Xiangli Changdi. Se rebeló en contra su padre y tomó el trono, porque estaba enamorado de Qing Hua, quien es ese momento era su cuñada. Quiso matar a Xiangli Junuo, la única hija de su hermano, pero fue envenenado por Qing Hua. |
| Che Yongli          | Qing Hua        | -                | Es la antigua Reina de la tribu Biyi Bird y la madre de Xiangli Aranya. |
| Li Bowen            | Xiangli He      | -                | Es el Príncipe Heredero de la tribu Biyi Bird, un hombre de buen corazón, pero sin poder y débil, que más tarde se convierte en el títere de Qing Hua. |
| Fu Miao Sun Xuening | Xiangli Junuo   | -                | Es la primera princesa y actual reina de la tribu Biyi Bird. La madre de Xiangli Meng y prometida de Chen Ye. |
| Ma Zhehan           | Xiangli Changdi | -                | Es la 2.ª Princesa de la tribu Biyi Bird. Una joven arrogante y obstinada, que está enamorada de Chen Ye, por lo que odia a su media hermana Xiangli Aranya, ya que Chen Ye está enamorado de ella, por lo que la quiere muerta.                                                                                     |
| Yi Daqian           | Xiangli Meng    | -                | Es el 2.º Príncipe de la tribu Biyi Bird. A estado enamorado de Feng Jiu (Xiangli Aranya) desde que ella lo salvó en el Monte Zhi Yu cuando eran jóvenes. |
| Dilraba Dilmurat    | Xiangli Aranya  | -                | Es la 3.ª Princesa de la tribu Biyi Bird y la sombra de Feng Jiu, nacida para cumplir con todos los deseos de Chen Ye. |
| Vengo Gao           | Chen Ye         | -                | Es el archimago de la tribu Biyi Bird y el primo de Aranya, de quien está enamorado desde que la vio por primera vez. En realidad es la sombra de Dong Hua enviado para proteger el Reino Hui Ming. |
| Zhu Yongteng        | Xi Ze           | -                | Es el antiguo archimago de la tribu Biyi Bir, así como el esposo de Aranya (sólo en título) y el maestro de Chen Ye. Después de retirarse a las montañas para sanar, Dong Hua lo congela y toma prestado su nombre e identidad cuando entra en el Sueño de Aranya (inglés: "Aranya's Dream").                        |
| Tian Xuanning       | Wen Tian        | -                | Es una erudita de la Real Academia. Aranya firma con su nombre en sus cartas a Chen Ye. |
| Zhuang Dafei        | Dong Dong       | -                | Es la prima de Xiangli Meng. |
| Ye Yunfei           | Cha Cha         | -                | Es la asistente personal de la princesa Xiangli Aranya. |

#### Demon Clan(Clan Demoníaco)
| Actor        | Personaje  | N.º de episodios | Notas |
| ------------ | ---------- | ---------------- | --- |
| Zhang Wen    | Miao Luo   | -                | Es la Gobernante del Clan Demonio (inglés: "Demon Clan"), creada a partir de la energía oscura que se filtra del Reino Hui Ming. Fue sellada en una roca por Dong Hua después de su batalla.                                  |
| Jin Zehao    | Xu Yang    | -                | Es el Gobernante del Clan Demonio Rojo (inglés: "Red Demon Clan") y el hermano adoptivo de Ji Heng, quiere que Ji Heng se case con Dong Hua para fortalecer sus poderes. Es el hermano de armas de Yan Chiwu.                 |
| Liu Yuxin    | Ji Heng    | -                | Es la Princesa del Clan Demonio Rojo e hija de la deidad Meng Hao. Fue discípula de Dong Hua, y después de la muerte de su padre, se queda a su lado y poco a poco comienza a enamorarse de él, aunque él no siente lo mismo. |
| Wayne Liu    | Yan Chiwu  | -                | Es el Gobernante del Clan Demonio Verde (inglés: "Green Demon Clan") y el joven hermano gemelo de Zi Lan. Chiwu está profundamente enamorado de Ji Heng.                                                                      |
| Dai Xiangyu  | Nie Chuyin | -                | Es uno de los Siete Señores del Clan Demonio. |
| Wang Ruoshan | Mi Su      | -                | Es la asistente personal de Ji Heng, que se ve exactamente como Ling Xiang (del reino mortal). Fue creada por Nie Chuyin para quedarse al lado de Ji Heng / Chu Wan. Está enamorada de Xu Yang.                               |
| Wang Kui     | Xuan Yue   | -                | Es uno de los subordinados de Yan Chiwu. |
| Li Kun       | Ah Mang    | -                | Es uno de los subordinados de Nie Chuyin. |

#### Mortal Realm(Reino Mortal)
| Actor            | Personaje                  | N.º de episodios | Notas |
| ---------------- | -------------------------- | ---------------- | --- |
| Vengo Gao        | Song Xuanren               | -                | Es el Emperador del reino Cheng Yu y la reencarnación de Dong Hua en el reino de los mortales. |
| Dilraba Dilmurat | Bai Xiaojiu, Consorte Chen | -                | Es la identidad mortal de Bai Fengjiu en el reino de los mortales. Después de salvarle la vida al Emperador Song Xuanren durante la guerra, este se enamora de ella y la convierte en su Consorte.                                 |
| Xu Shaoying      | Ye Qingti                  | -                | Es un general y Marqués con raíces en el ejército, así como el hijo mayor de Ye Zhen. A pesar de ser un leal subordinado del Emperador Song Xuanren, se enamora de Bai Xiaojiu, a quien protege.                                   |
| Liu Yuxin        | Chu Wan                    | -                | Es la identidad mortal de Ji Heng en el reino mortal. Como la Princesa del Reino Chong An, es enviada al reino Cheng Yu para convertirse en una de las consortes del emperador Song Xuanren como parte de una alianza matrimonial. |
| Wang Ruoshan     | Ling Xiang                 | -                | Es la asistente personal de Chu Wan, que se ve exactamente como Min Su (del clan demoníaco). Xiang fue creada por Nie Chuyin para quedarse al lado de Ji Heng / Chu Wan.                                                           |
| Hu Kun           | Song Xueying               | -                | Príncipe Cheng: es el hermano del Emperador Song Xuanren. Un hombre celoso de Xuanren, por lo que constantemente intenta asesinarlo.                                                                                               |
| Gao Shuguang     | Antiguo Emperador          | -                | Es el anterior gobernante del reino Cheng Yu y el padre de Song Xuanren. |
| Yang Mingna      | Consorte Xian              | -                | Es la esposa del antiguo Emperador y la madre de Song Xuanying. |
| Ren Xuehai       | -                          | -                | Es el jefe de servicio del palacio. |
| Zhang Haifeng    | -                          | -                | Es el Rey del reino Chong An. |

## Episodios
La serie está conformada por 56 episodios, los cuales son transmitidos 2 episodios cada jueves a sábado (miércoles, jueves, sábado durante la primera semana).

## Música
La canción de inicio "Person By The Bedside" es interpretada por Anson Hu y la canción de cierre "Deliberately" es interpretada por Dilraba Dilmurat y Silence Wong.
Mientras que la composición está a cargo de Tan Xuan.
| Año | Intérprete (es)                     | Canción                            | Letra     | Música     | Notas               |
| --- | ----------------------------------- | ---------------------------------- | --------- | ---------- | ------------------- |
| 1   | Anson Hu                            | "Person By The Bedside" (枕边人)   | Liu Chang | Tan Xuan   | (canción de inicio) |
| 2   | Dilraba Dilmurat & Silence Wong     | "Deliberately" (偏偏)              | Luan Jie  | Tan Xuan   | (canción de cierre) |
| 3   | Su Shiding                          | "Book of Fate" (缘字书)            | Duan Sisi | Tan Xuan   |                     |
| 4   | Zhang Bichen                        | "Heart Desire at Peace" (心欲止水) | Liu Chang | Tan Yulong |                     |
| 5   | Dong Zhen                           | "Pillow Book" (枕上书)             | -         | -          |                     |
| 6   | Gong Lina                           | "Fox Blinks" (狐狸眨眼睛)          | -         | -          |                     |
| 7   | Jiang Men, Chen Lingzi & Yu Zijiang | "Fox Blinks" (狐狸眨眼睛)          | -         | -          |                     |

## Premios y nominaciones
| Año  | Categoría                                             | Premio                                                             | Nominada         | Resultado |
| ---- | ----------------------------------------------------- | ------------------------------------------------------------------ | ---------------- | --------- |
| 2020 | Best Actor in a Chinese Traditional Costume TV Series | 29th Huanding Award                                                | Vengo Gao        | Ganó      |
| 2020 | Best Rising Star                                      | Asia Contents Award                                                | Dilraba Dilmurat | Ganó      |
| 2020 | Best Actress                                          | Busan International Film Festival’s Asian Contents and Film Market | Dilraba Dilmurat | pendiente |

## Producción
En enero del 2018 se anunció que estaba en producción la serie "Three Lives Three Worlds The Pillow Book".
La serie es dirigida por Yang Xuan, y escrita por Liang Zhenhua y Tangqi Gongzi (guion original), por otro lado la producción ejecutiva está a cargo de Gao Shen y Zhao Jie (赵洁).
También se anunció que los actores Dilraba Dilmurat y Vengo Gao, interpretarían nuevamente los papeles de Bai Fenjiu y Dong Hua respectivamente, papeles que interpretaron en la popular y exitosa serie de televisión china "Eternal Love" transmitida del 30 de enero del 2017 al 1 de marzo del mismo año.
Las filmaciones comenzaron en enero del 2018 y finalizaron en noviembre del mismo año.
La serie cuenta con la compañía de producción "Hengdian World Studios" y "Tencent Penguin Pictures".

### Recepción
Después de su estreno la serie fue bien recibida.
A un solo día de su estreno la serie alcanzó más de 190 millones de visitas, demostrando la gran popularidad e influencia de la actriz Dilraba Dilmurat.
Al 1 de marzo de 2020 la serie ha obtenido más de 5 mil millones de visitas en la plataforma en línea Tencent, también ha logrado mantener sus pies firmemente plantados dentro de los 10 primeros en el ranking web desde su estreno.